# Shim Seo-yeon
Shim Seo-yeon (koreanisch 심서연; * 15. April 1989 in Seoul) ist eine ehemalige südkoreanische Fußballspielerin.

## Karriere

### Vereine
Ab der Saison 2010 war sie für Icheon Daekyo aktiv und schloss sich im Sommer dem Suwon FC an. Zur Saison 2012 kehrte sie zu Icheon Daekyo zurück und verblieb hier bis zum Ende der Saison 2017. Ab der Spielzeit 2018 gehörte sie zum Kader der Incheon Hyundai Steel Red Angels von wo sie zur Saison 2021 zu Sejong Sportstoto weiterzog. Nach dem Ende dieser Saison ging sie zu Seoul City und stand ab der Spielrunde 2023 wieder in Suwon unter Vertrag. Nach der Meisterschaft 2024 beendete sie ihre Karriere.

### Nationalmannschaft
Nachdem sie bei der südkoreanischen U17 und der U20 einige Einsätze hatte, kam sie im Jahr 2008 bei der A-Nationalmannschaft erstmals zum Einsatz. Zudem nahm sie am Turnier der Universiade 2009 teil und gewann mit ihrer Mannschaft die Goldmedaille. Ein Jahr später folgte bei den Asienspielen 2010 eine Bronzemedaille. Im darauffolgenden Jahr 2011 sind Einsätze von ihr bei der Olympiaqualifikation für das Turnier 2012 bekannt. Nach einigen weiteren Freundschaftsspielen im nächsten Jahr, gewann sie mit ihrer Mannschaft bei den Asienspielen 2014 die Bronze-Medaille.
Bei der Weltmeisterschaft 2015 gehörte sie mit zum Kader und kam in allen Spielen der Mannschaft zum Einsatz. Auch bei der Ostasienmeisterschaft 2015 war sie in mindestens einer Partie dabei. Nach dem Algarve-Cup 2018 nahm sie mit den Asienspielen 2018 an der dritten Austragung dieses Wettbewerbs teil. Im nächsten Jahr folgte die Ostasienmeisterschaft 2019. Bei der Qualifikation für das Olympiaturnier der Spiele 2020 schaffte sie es mit ihrem Team ins Finale, wo man der Volksrepublik China unterlag.
Das Jahr 2022 begann für sie mit der Asienmeisterschaft 2022, bei welcher sie mit ihrem Team das Finale erreichte und gegen China mit 2:3 verlor. Sie selbst wurde lediglich im ersten Gruppenspiel nicht eingesetzt. Im Sommer folgte die Ostasienmeisterschaft 2022, bei welcher sie einen Einsatz hatte. Nebst weiteren Freundschaftsspielen in diesem Jahr bekam sie Einsätze beim Arnold Clark Cup 2023.
Am 5. Juli 2023 wurde sie für den finalen Kader bei der Weltmeisterschaft 2023 nominiert. Sie stand in allen drei Vorrundenspielen in der Startelf, auch beim historischen 1:1-Unentschieden gegen Deutschland, dass das erstmalige Ausscheiden der DFB-Auswahl in einer WM-Vorrunde besiegelte. Auch die koreanische Mannschaft schied nach der Vorrunde aus. 

## Erfolge

### Suwon FC
- WK-League: 2010, 2024

### Incheon Hyundai Steel Red Angels
- WK-League: 2018, 2019, 2020

### Nationalmannschaft
- Goldmedaille bei der Sommer-Universiade: 2009
- Bronzemedaille bei den Asienspielen: 2010, 2014
- Peace Queen Cup: 2010